# Заблотчизна
Заблотчизна (пол. Zabłotczyzna) — село в Польщі, у гміні Наровка Гайнівського повіту Підляського воєводства.
Населення — 98 осіб (2011).
У 1975-1998 роках село належало до Білостоцького воєводства.

## Демографія
Демографічна структура станом на 31 березня 2011 року:
|          | Загалом | Допрацездатний вік | Працездатний вік | Постпрацездатний вік |
| -------- | ------- | ------------------ | ---------------- | -------------------- |
| Чоловіки | 49      | 6                  | 36               | 7                    |
| Жінки    | 49      | 7                  | 26               | 16                   |
| Разом    | 98      | 13                 | 62               | 23                   |